# Anguispira cumberlandiana
Anguispira cumberlandiana är en snäckart som först beskrevs av I. Lea 1840.  Anguispira cumberlandiana ingår i släktet Anguispira och familjen Discidae. Inga underarter finns listade i Catalogue of Life.